# 梁厝站
梁厝站（福州話：/luɔŋ˨˩ ʒuɔ˨˩˧/）位于中华人民共和国福建省福州市仓山区贻燕路与燕山一路交叉口南侧，是福州地铁1号线与6号线的地铁换乘站，车站1号线部分于2020年12月27日启用，6号线部分则于2022年8月28日启用。

## 车站结构
梁厝站共设有两层：地下一层为1号线与6号线共用站厅；地下二层为1号线与6号线站台。
| 地下一层 | 站厅                                                                       |  | 票务服务、自动售票机   |
| 地下二层 | 1                                                                          |  | 1号线 往象峰（安平）   |
| 地下二层 | 岛式站台，1号线列车运行方向左侧的车门开启、6号线列车运行方向右侧的车门开启 |  |                        |
| 地下二层 | 3                                                                          |  | 6号线 往潘墩（樟岚）   |
| 地下二层 | 4                                                                          |  | 6号线 往万寿（下洋）   |
| 地下二层 | 岛式站台，1号线列车运行方向左侧的车门开启、6号线列车运行方向右侧的车门开启 |  |                        |
| 地下二层 | 2                                                                          |  | 1号线 往三江口（下洋） |

### 站厅
梁厝站站厅为1号线与6号线共用，位于地下一层。本站站厅的特色是采用白色茉莉花形状的立柱。

### 站台
车站共设置2个平行岛式站台，均位于地下二层。其中外侧的1、2站台为1号线列车站台，内侧的3、4站台为6号线列车站台。

### 换乘
梁厝站为1号线与6号线的同向同台换乘车站，亦成为福州地铁线网中第一个同台换乘车站。

### 出入口与周边
梁厝站目前开放三个出入口，其中无障碍电梯、卫生间与母婴室均位于A1出入口。B1出入口引入马鞍墙的飞檐设计。
从A1出入口向东出发即可到达海峡文化艺术中心；附近的梁厝历史文化村吸引游客前往参观游玩。
| 梁厝站出入口信息            | 梁厝站出入口信息 | 梁厝站出入口信息 | 梁厝站出入口信息 |
| --------------------------- | ---------------- | ---------------- | ---------------- |
|                             |                  |                  |                  |
|                             |                  |                  |                  |
| 编号                        | 设施             | 位置             | 接驳交通         |
| 出口 · A · 1                |                  | 车站东北角       | 地铁梁厝站       |
| 出口 · B · 1                |                  | 车站西北角       | 地铁梁厝站       |
| 出口 · E                    |                  | 车站东南角       |                  |
| 注： 设有电梯 \| 设有卫生间 |                  |                  |                  |

## 历史
- 2015年12月，梁厝站正式开始施工[4][5]。
- 2016年7月30日，梁厝站首幅地下连续墙浇筑[6]。
- 2019年1月，梁厝站主体结构顺利封顶[5]。
- 2020年12月27日，梁厝站1号线部分启用[7]。
- 2022年8月26日，梁厝站6号线部分对外开放试乘[8]。
- 2022年8月28日，梁厝站6号线部分启用[9]。
- 2022年9月28日，梁厝站B1出入口启用。[10]